# اندیس دنبکی
دنبکی یک اندیس فلزی است که در حوالی شهر خوی استان آذربایجان غربی قرار دارد و مادهٔ معدنی موجود در آن، مس است.سنگ میزبان این اندیس بازالت است و دیرینگی آن به دوران کرتاسه بالایی می‌رسد. در این اندیس، پاراژنز‌های پیریت، مالاکیت، آزوریت، کلریت، اپیدوت، کلسیت، سیلیس یافت می‌شوند.